# Parc national Conguillío

Le parc national Conguillío est un parc national situé dans la région d'Araucanie au Chili. Créé en 1940 par le décret suprême Nº 1.682 du ministère des terres et de la colonisation, il a obtenu de nombreux décrets qui lui ont permis d'avoir la configuration actuelle. Le parc est administré par la Corporación Nacional Forestal (CONAF).

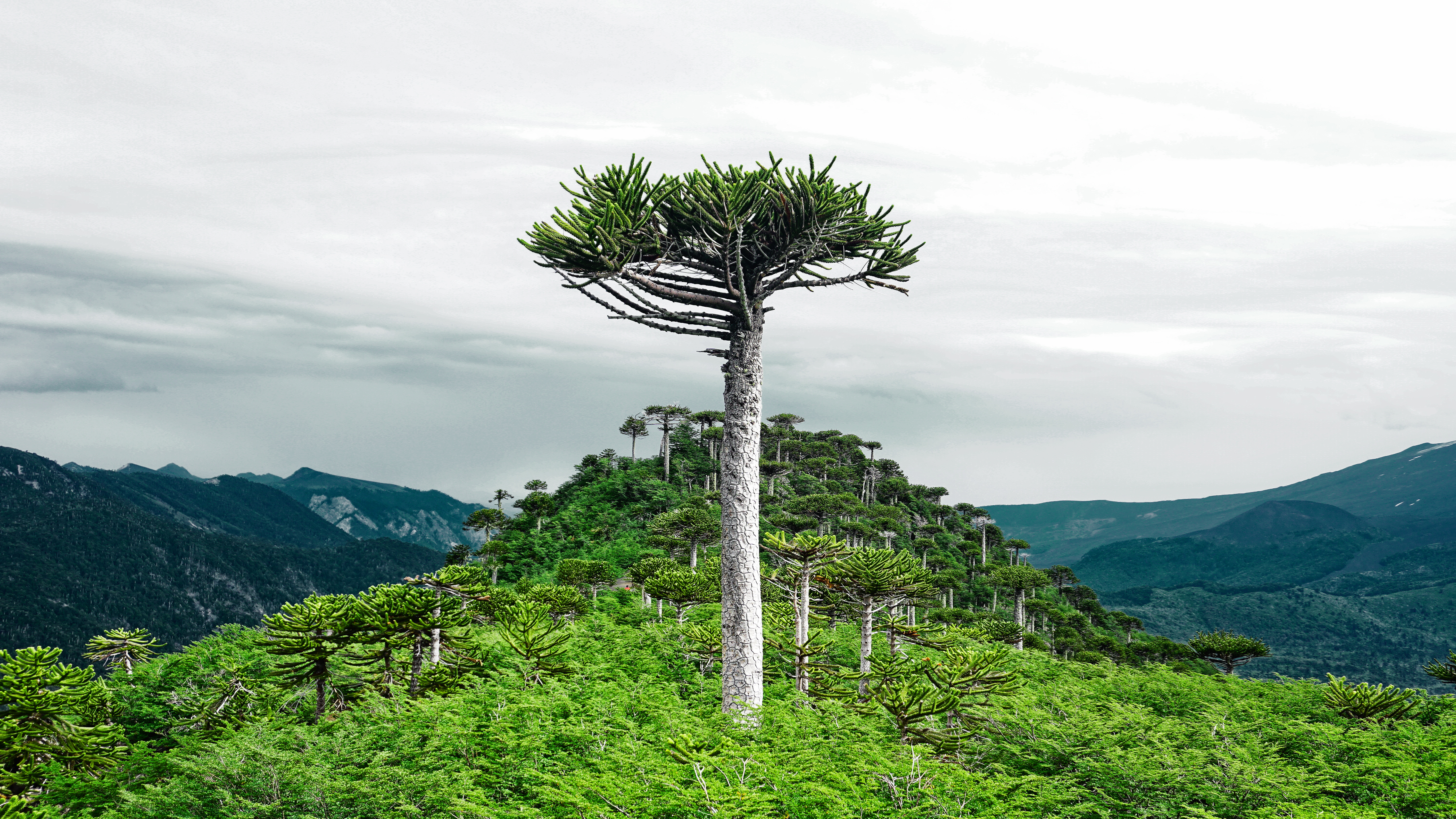
Dans le parc national Conguillío. Février 2018.
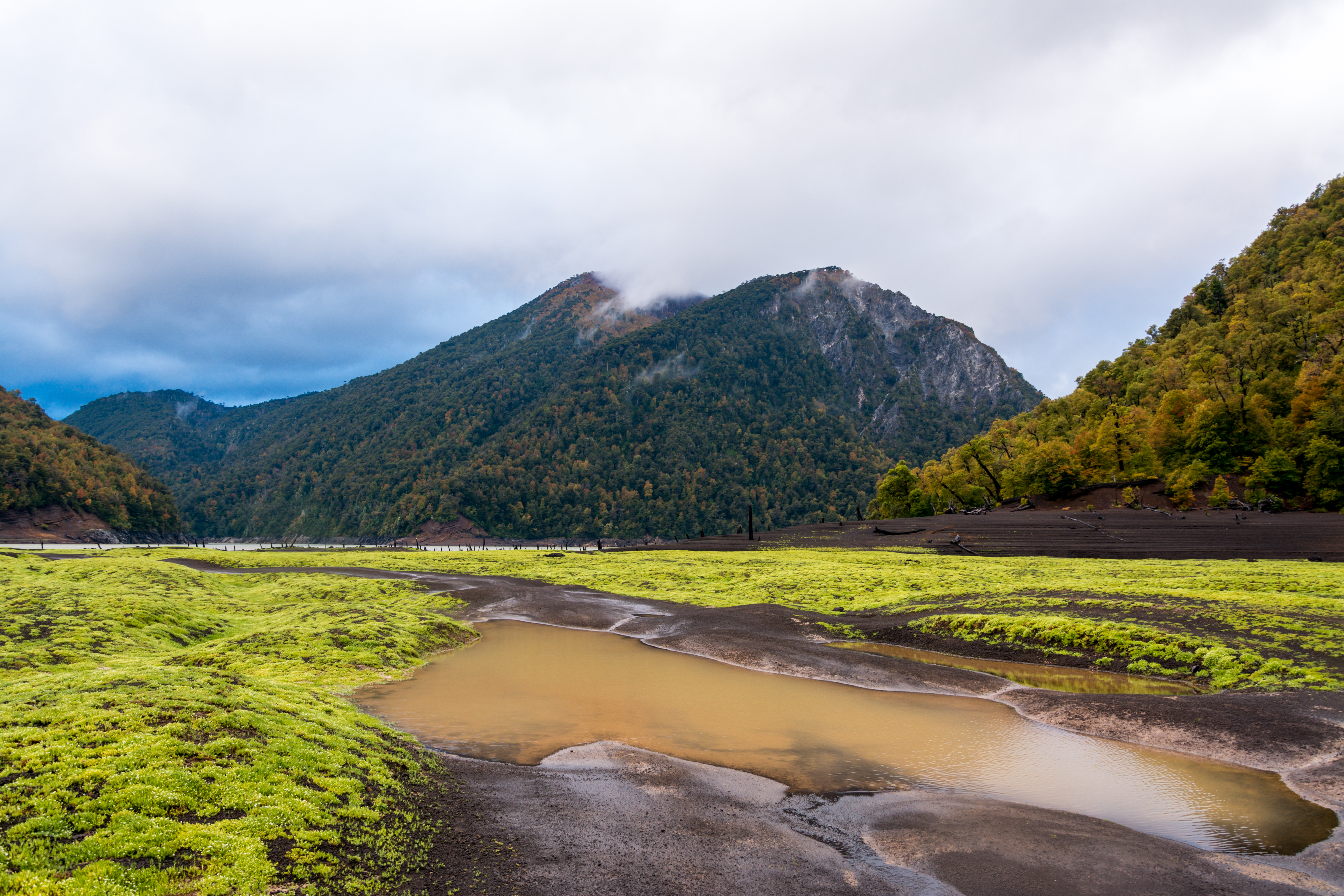
En attendant un rayon de soleil dans le parc national Conguillío. Mai 2019.
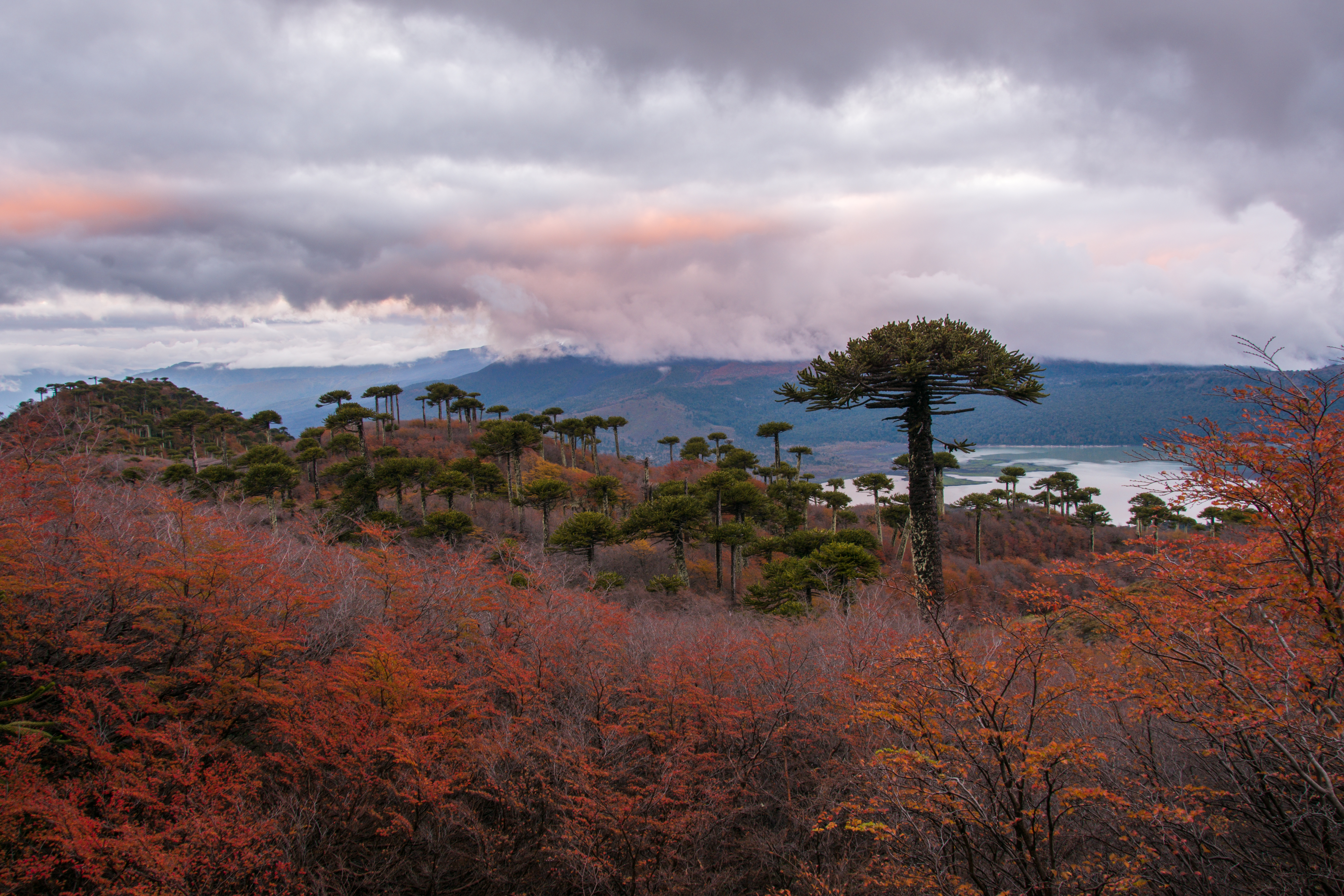
Encore en attendant un rayon de soleil dans le parc national Conguillío. Mai 2019.

Le parc fait partie, avec la réserve nationale Alto Bío-Bío, de la réserve de biosphère des Araucarias du Chili. Celle-ci a été créée en 1984.